# Diocesi di Costanza di Tracia
La diocesi di Costanza di Tracia (in latino: Dioecesis Constantiensis in Thracia) è una sede soppressa e sede titolare della Chiesa cattolica.

## Storia
Costanza di Tracia, di incerta identificazione, è un'antica sede vescovile della provincia romana di Tracia nella diocesi civile omonima. Faceva parte del patriarcato di Costantinopoli ed era suffraganea dell'arcidiocesi di Filippopoli.
La sede non è menzionata dal Le Quien nell'opera Oriens Christianus e nessun vescovo è documentato dalle fonti antiche. Essa appare per la prima volta in una lista di vescovati di Tracia del X secolo, ed è ancora menzionata in una Notitia Episcopatuum della prima metà dell'XI secolo.
Dal 1933 Costanza di Tracia è annoverata tra le sedi vescovili titolari della Chiesa cattolica; la sede è vacante dal 1º dicembre 1966.

## Cronotassi

### Vescovi residenti
- Metodio † (X / XI secolo)[2]

### Vescovi titolari
I vescovi di Costanza di Tracia appaiono confusi con i vescovi di Costanza di Arabia e di Costantina, perché nelle fonti citate le cronotassi delle tre sedi non sono distinte.
- Christophorus Radelennes, O.P. † (30 luglio 1512 - 7 maggio 1536 deceduto)
- Pierre Marie Joseph Veuillot † (12 giugno 1961 - 1º dicembre 1966 succeduto arcivescovo di Parigi)